# حادثة ها فونغ
حادثة ها فونغ أو مذبحة ها فونغ حدثت في 23 نوفمبر عام 1946، عندما قصف الطراد الفرنسي سوفرين مدينة ها فونغ الساحلية الفيتنامية، ما أسفر عن مقتل نحو 6000 فيتنامي. يُعتقد أن الحادث، المعروف أيضًا باسم قصف ها فونغ، هو أول اشتباك مسلح في سلسلة الأحداث التي أدت إلى معركة هانوي في 19 ديسمبر عام 1946، ومعها إلى الاندلاع الرسمي للحرب الهندوصينية الأولى.

## الخلفية
بعد الحرب العالمية الثانية، كان مستقبل الأراضي الفيتنامية موضع تساؤل. فبعد سنوات من الحكم الاستعماري الفرنسي الذي تلاه الحكم الياباني أثناء الحرب، بدأت فيتنام تسعى إلى الحصول على الاستقلال. رفض اليابانيون المطالب الفرنسية بالأراضي الفيتنامية في 9 مارس عام 1945، معلنين رسميًا استقلال فيتنام عن فرنسا تحت سيطرة الإمبراطور باو داي. وجرى التصدي لذلك من خلال تمرد قاده هو تشي منه في 2 سبتمبر عام 1945، حين أعلن مع جيشه الولادة الرسمية لجمهورية فيتنام الديمقراطية. أصبح هو تشي منه زعيم الحزب الشيوعي الفيتنامي، وطالب بالحكم الذاتي المستقل عن أوروبا.
تجاهل الفرنسيون هذا المطلب بالحكم الذاتي، وسارعوا بإعلان فيتنام كعضو في الاتحاد الفرنسي. ومع ذلك، لم يعد الاستعمار الكامل خيارًا بسبب تغير مراكز القوة في الغرب. وفي 6 مارس عام 1946، بعد تلقي ضغوط من الحلفاء الغربيين، التقى جان سانتوني، المفوض الفرنسي لشمال الهند الصينية مع هو تشي منه في هانوي ووقعا اتفاق هو - سانتوني. منحت الاتفاقية استقلال فيتنام رسميًا باعتبارها «دولة حرة لها حكومتها وبرلمانها وجيشها ومواردها المالية، وتشكل جزءًا من اتحاد الهند الصينية والاتحاد الفرنسي». بالإضافة إلى ذلك، سمحت المعاهدة للفرنسيين بالتواجد العسكري في فيتنام للسنوات الخمس التالية.
في وقت التوقيع، كان يُعتقد على نطاق واسع أن هو تشي منه قدم العديد من التنازلات للفرنسيين. من خلال السماح باستمرار وجود الجيش الفرنسي، فقد سمح بمواصلة السيطرة الاستعمارية الفرنسية القديمة. وانتقدت صحيفة لي توم موديرن الشيوعية توقيع الاتفاقية، ووصفت الاتفاقية بأنها «استسلام مؤسف لجميع خططنا الأيديولوجية والسياسية». على الجانب الفرنسي، أوضح تييري دي أرجنليو التفاؤل الفرنسي بشأن المعاهدة في رسالة كتبها إلى الحكومة الباريسية: «على المستوى الفرنسي، فإن القوات المسلحة مطمئنة إلى استقبال ودود وسوف نجهض أي محاولة لشن أعمال العنف. نحن نحمي المصالح الاقتصادية والثقافية الفرنسية بشكل كامل في الوقت الحالي وفي المستقبل». سرعان ما بدأت مخاوف الفيتناميين فيما يتعلق بالاتفاقية تظهر جلية، إذ بدأت فرنسا بممارسة نفس السلطة الاستعمارية التي نبذتها رسميًا في المعاهدة. بدأت فرنسا حصارًا بحريًا فعليًا على ها فونغ من خلال استمرار وجودها البحري القوي في خليج تونكين. وقد أدى ذلك بالفيتناميين للسعي إلى إجراء محادثات سلام لكبح النفوذ الفرنسي في المنطقة. جاءت محادثات السلام هذه في شكل اتفاقيات فونتينبلو، التي حصلت في قصر فونتينبلو بقيادة فام فان دونغ للفيتناميين وماكس أندريه على الجانب الفرنسي، بدءًا من 6 يوليو عام 1946. انعقد المؤتمر في القصر لمناقشة أحكام اتفاقية هو – سانتوني في المؤتمر، رفض الفرنسيون مراجعة المعاهدة الأصلية بأي شكل من الأشكال. قررت القيادة الفيتنامية بقيادة هو تشي منه التوقيع على تسوية مؤقتة، وتأجيل المحادثات إلى تاريخ لاحق. لكن هذه المحادثات لم تجر أبدًا بسبب اندلاع أعمال العنف في نوفمبر.